# Парк природе Бачкотополске долине
У горњем току водотока Криваје, на простору средње Бачке лесне заравни налази се Парк природе Бачкотополске долине. Припада општини Бачка Топола (која је и прогласила овај парк природе 2017. године) и заузима површину од 522,52 хектара. Парк природе осим реке Криваје обухвата и околна мочварна, ливадска, степска и шумостепска станишта као и Зобнатицу (акумулацију насталу преграђивањем Криваје) чија је највећа дубина 5 метара на њеном јужном делу. Велики проблем акумулацији представља то што река Криваја у језеро уноси многе загађујуће материје органског порекла, а то загађење утиче на састав планктонске заједнице.

## Флора
Флора је богата, а обухвата и врсте које су ретке и значајне. Неки од најзначајнијих представника флоре овог парка природе су хајдучка трава, пузава ивица (Ajuga laxmannii), Allium sphaerocephalon, безстаблови козинац (Astragalus excapus), витки кантарион (Hypericum elegans), панонска потплотуша (Nepeta nuda), памук трава (Salvia austriaca), глатка крстица (Senecio doria) и позни маслачак (Taraxacum serotinum).
Од водених биљака треба истаћи присуство врста као што су дрезга (Ceratophyllum demersum), Potamogeton pectinatus и широколисни рогоз (Typha latifolia). Неки од представника гљива овог парка природе су Coprinus micaceus, баршунаста пањевчица и Pholiota cerifera.

## Фауна
Фауна је такође богата, а свакако са преко 160 врста истиче се фауна инсеката, а неки од инсеката који се овде могу наћи су јеленак, носорожац (Oryctes nasicornis), ластин репак, дневни пауновац и богомољка.
Када је реч о рибама у водама Криваје и Зобнатице се између осталих могу наћи деверика, штука, манић, чиков, гргеч, пуцавац, смуђ, сом и лињак.
Што се тиче водоземаца присутне су врсте попут црвенотрбог мукача, шумске гаталинке, обичне чешњарке, шумске жабе и великог мрмољка (Triturus cristatus), а од гмизаваца присутни су поред осталих барска корњача, белоушка, смук и степски гуштер (Podarcis tauricus).
Од птица регистровано је око 150 врста од којих је отприлике половина гнездарица, а неки од битнијих представника орнитофауне су еја мочварица, патка њорка, модроврана, пчеларица, степски соко, барски петлић, барски петлован, барска стрнадица, сиви сврачак (Lanius minor), модровољка, брката сеница, брегуница, црвена чапља, букавац, чапљица, гак, кукумавка и ћук.
Међу сисарима треба истаћи врсте као што су јазавац, мала ласица, лисица, средњи ноћник, средњи ноћник, јеж, шумска ровчица, европска текуница, пољска волухарица и европска веверица

## Заштита парка природе
Одлуком Скупштине Општине Бачка Топола, средином априла 2017. године, проглашена је заштита Парка природе „Бачкотополске долине”. Парк природе заузима 522,2 хектара, са заштитном зоном од додатних 1.566 хектара.
Поред 123 врсте строго заштићене у Србији, 50 врста се налазе на SPEC листи (врсте значајне за заштиту у Европи), а 23 врсте су на списку Додатка I Директиве о птицама.
Подсетимо да је Еколошко друштво „Аркус” још пре три деценије почео да истражује природна добра, флору и фауну Општине Бачка Топола. Након неколико година већ су имали конкретне податке о веома значајном птичијем фонду, као и о биљном свету карактеристичном за лесне долине. Током година су одржавали стални контакт са Заводом за заштиту природе Војводине, као и са Одсеком за биологију Природно-математичког факултета, Универзитета у Новом Саду. Пре око 15 година имали су довољно података да, у сарадњи са Заводом, покрену поступак заштите.
У међувремену се тај процес успорио, и прописи су мењани, али суштина је да је пре око пет година у околини тополског језера створена заштићена територија под именом Парк природе „Бачкотополске долине”. То је велики успех свих учесника у овом процесу, а пре свих активиста Еколошког друштва „Аркус”.